# Constantin Tudosie
Constantin Tudosie   (Leu, 23 de març de 1950) és un jugador d'handbol romanès, ja retirat, que va competir durant la dècada de 1970.
El 1972 va prendre part en els Jocs Olímpics d'Estiu de Munic, on va guanyar la medalla de bronze en la competició d'handbol. Hi va jugar els tres partits i marcà un gol. Quatre anys més tard, als Jocs de Montreal guanyà la medalla d'argent en la mateixa competició. Hi jugà cinc partits i va marcar quatre gols. En el seu palmarès també destaca la medalla d'or al Campionat del Món de 1974.
A nivell de clubs jugà a l'Steaua Bucarest i des de 1978 a Alemanya, on també va treballar com a entrenador.